# Megaderma lyra
Megaderma lyra é uma espécie de morcego da família Megadermatidae. Pode ser encontrada no subcontinente indiano e no sudeste asiático.